# ケーブル・ライナー

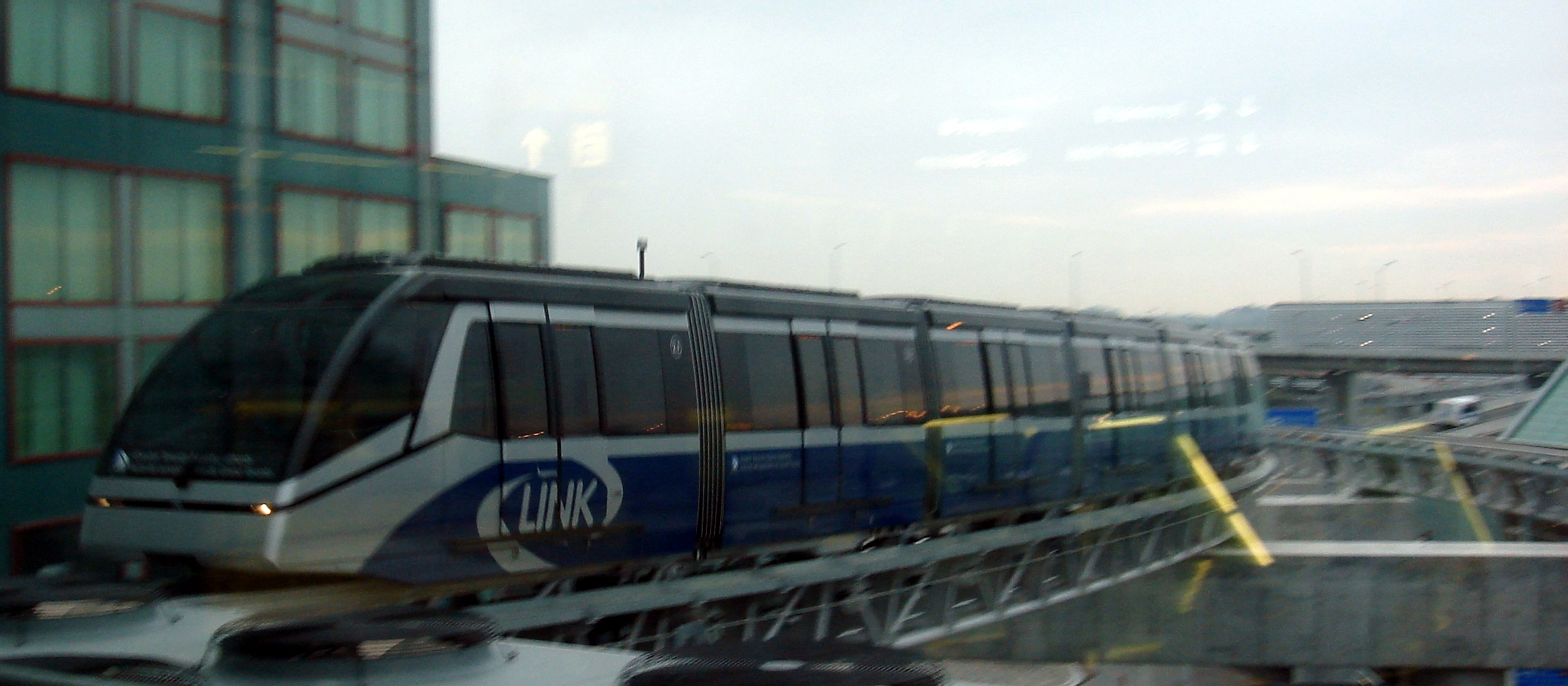
トロントピアソン空港のLINKトレイン

ケーブル・ライナーもしくはケーブル・ライナー・シャトル（英: Cable Liner、Cable Liner Shuttle）とは、ドッペルマイヤー・ケーブル・カーによって設計された空港、市街地、二次交通、パークアンドライド、キャンパス、リゾート、遊園地などで使用される新交通システムの名称。 

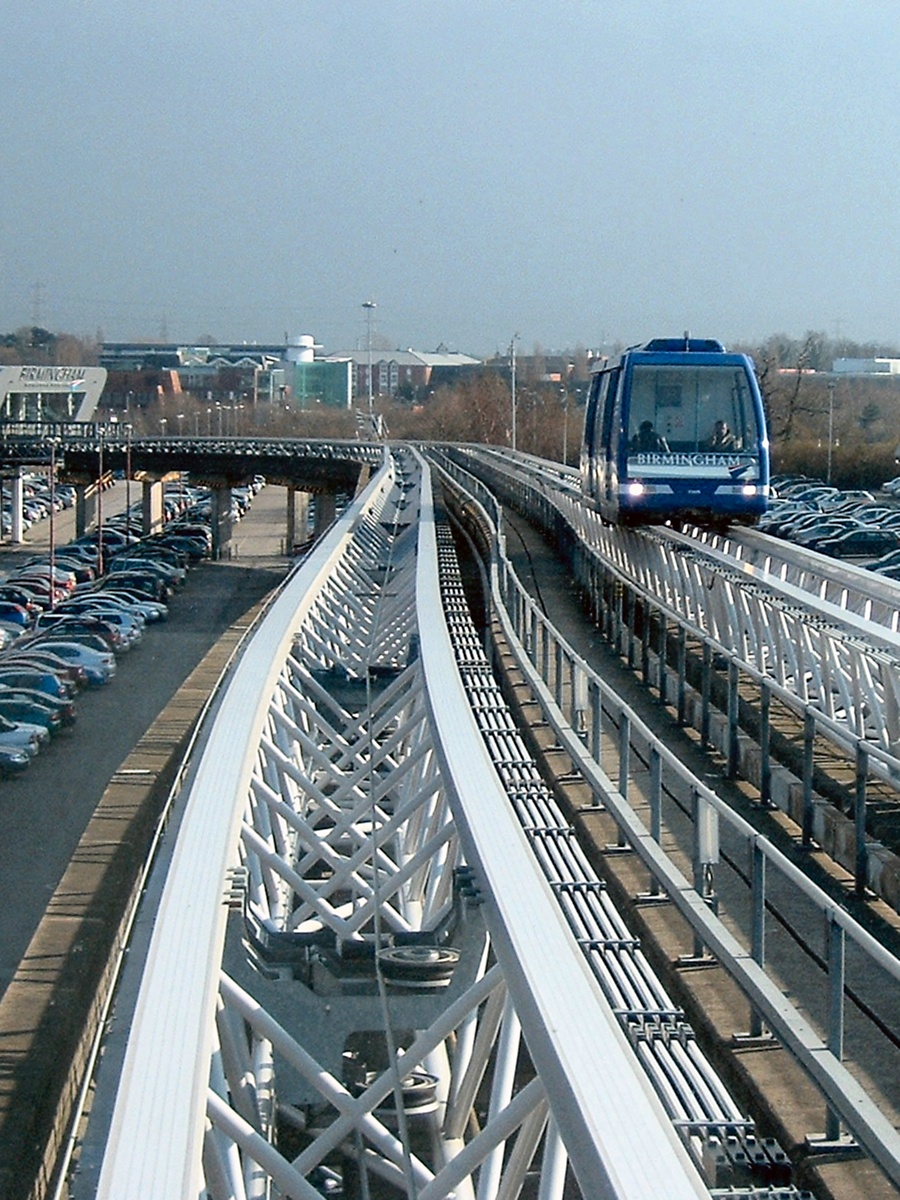
バーミンガム空港のエアレール・リンク。以前のリニア軌道上に設置されている。

当時世界で唯一の商業用リニアモーターカーであったバーミンガムピープルムーバを代替したことで注目された。既存のリニア軌道は新しいエアレール・リンクに転用され、ピープルムーバと代替シャトルバスを置き換えた。 

## 技術とシステムの特徴
システムの特徴として、ケーブル推進が挙げられる。これによって車両の運行し、4kmまでの距離を、毎時最大7,000人の旅客輸送が可能となっている。 

### ケーブル駆動式

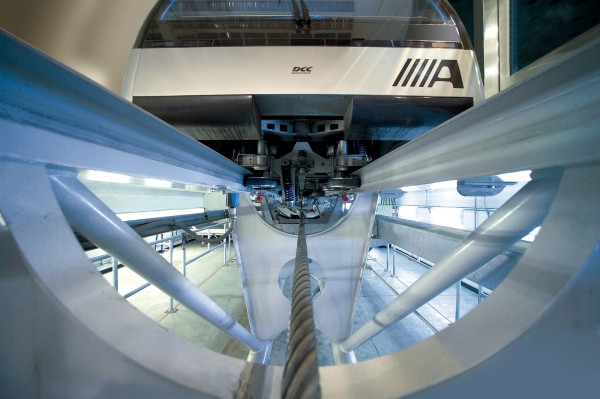
ケーブル推進システムの特徴である軌道下部

ケーブル駆動式は、中央から動力を供給し、把握装置で車両とワイヤーロープの接続を行う。車両はワイヤーロープの牽引で制御し、エンジン、ブレーキなどは一切搭載されない。 

### 全自動化

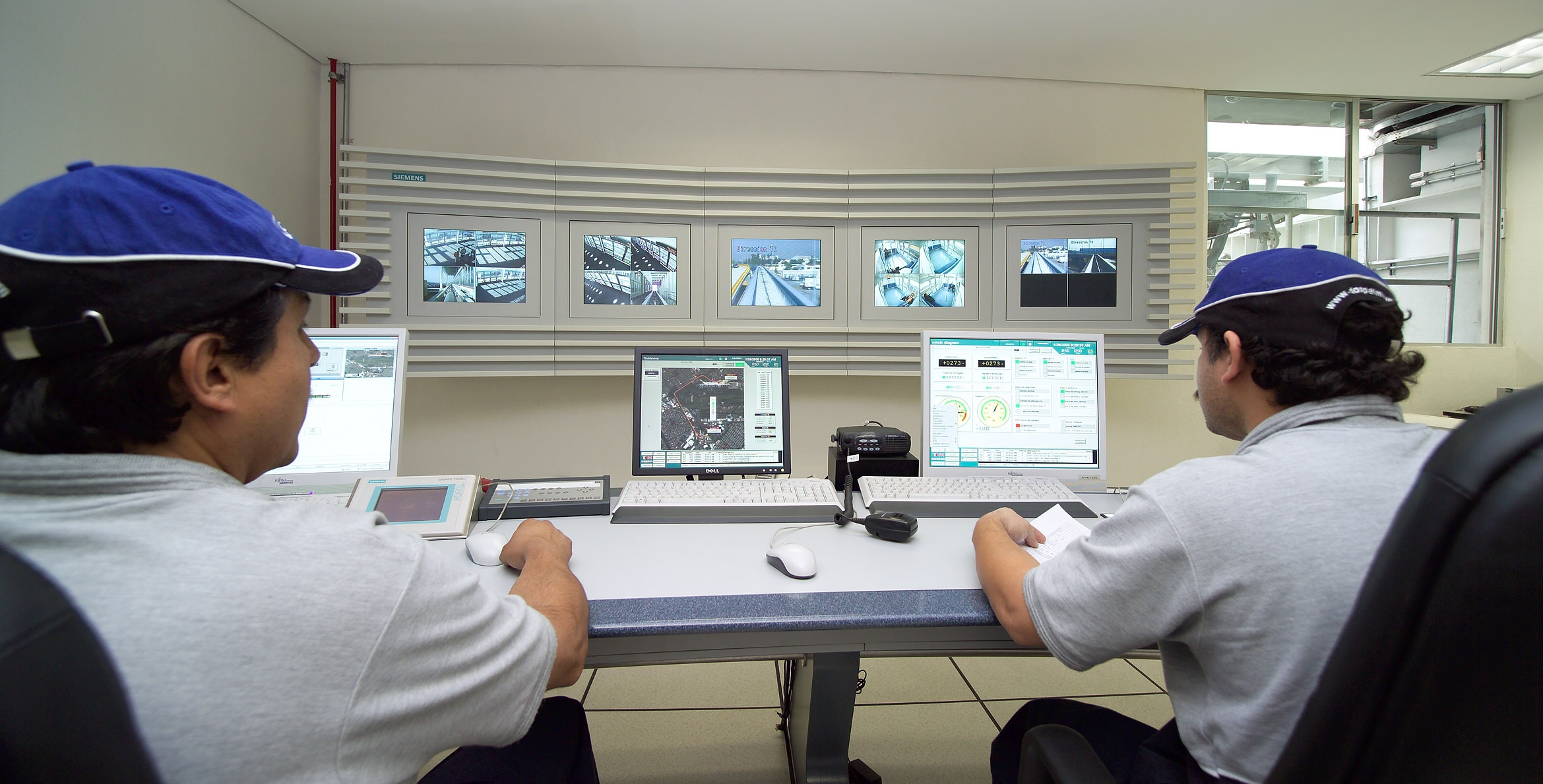
制御室

システムは全て自動化され、運転手、車掌等の乗務員は添乗していない。列車制御は中央制御室からの遠隔操作により行う。 

### 避難システム
非常時の避難は非常用ディーゼルエンジンで行う。これによって故障車両を駅まで戻せるため、非常用通路の必要としない。また旅客車だけでなく、貨車も運用可能。 

### 車両

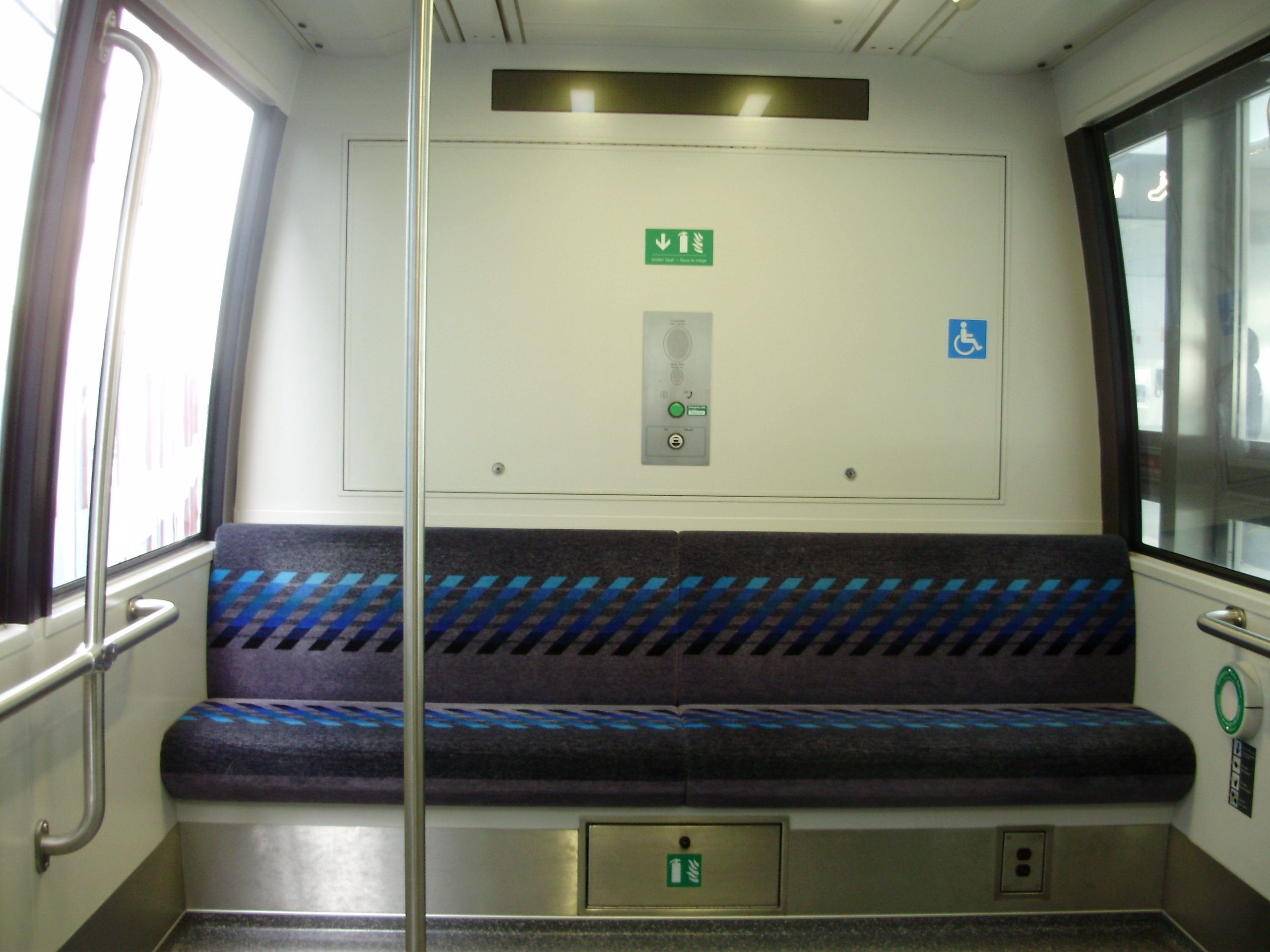
リンク・トレインの車両内装

駆動系は列車から隔離されており、沿線や駅ホーム内の騒音は非常に少なく、排ガス等もない。 

## 軌道

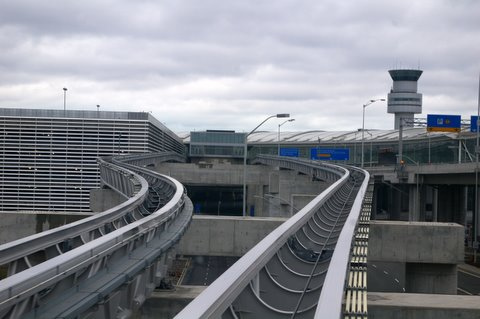
トロント・リンクトレインの軌道

ケーブル・ライナーは自己支持形の鋼鉄製軌道を使用する。車両重量が軽量ため、軌道も軽量な走行案内用のIビーム軌道で構成される。案内軌道上部は鉄骨構造で、冬季でも暖房が不要。鋼製トラス軌道とコンクリート製支柱との間に鋼製のアダプターを挟むことにより、高さ調整を行って地盤沈下を補正でき、軌道間隔は67メートル以上取る事が可能とされる。 
案内軌道上部は鋼製の骨組構造であり、強固な基礎を持っておらず、ホームドアは駅の基礎に設置される。 

### 設計

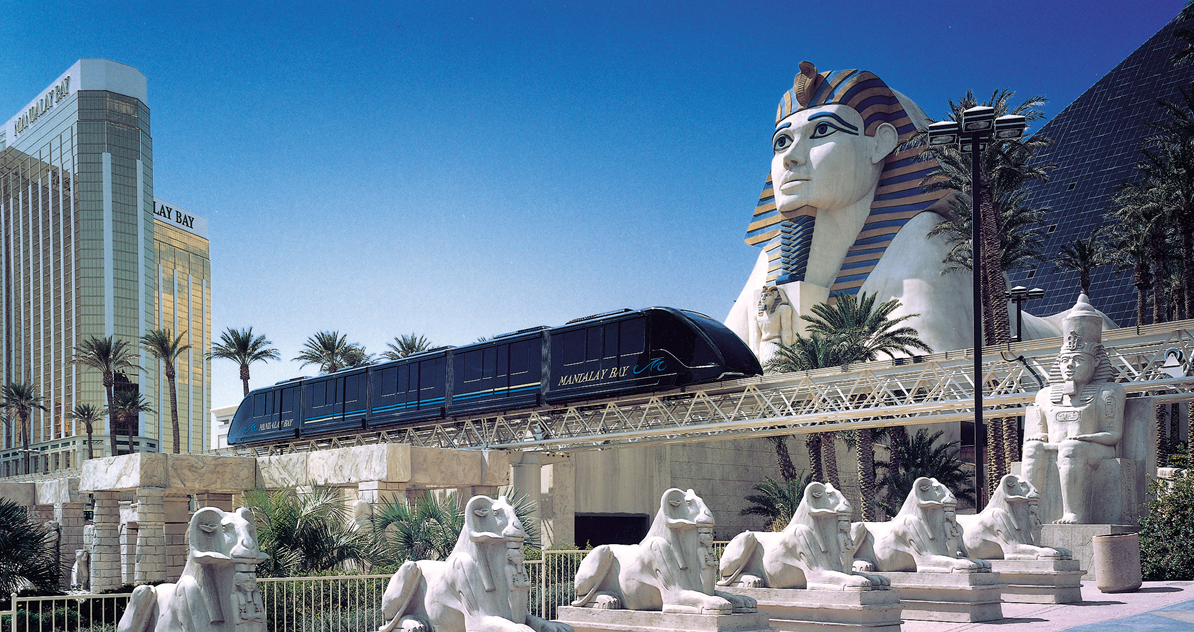
マンダレー・ベイ・トラム

車両は前後双方向に走行可能。中間車は同一仕様で、両端車両は前後対称の設計となっている。 

## システム配置

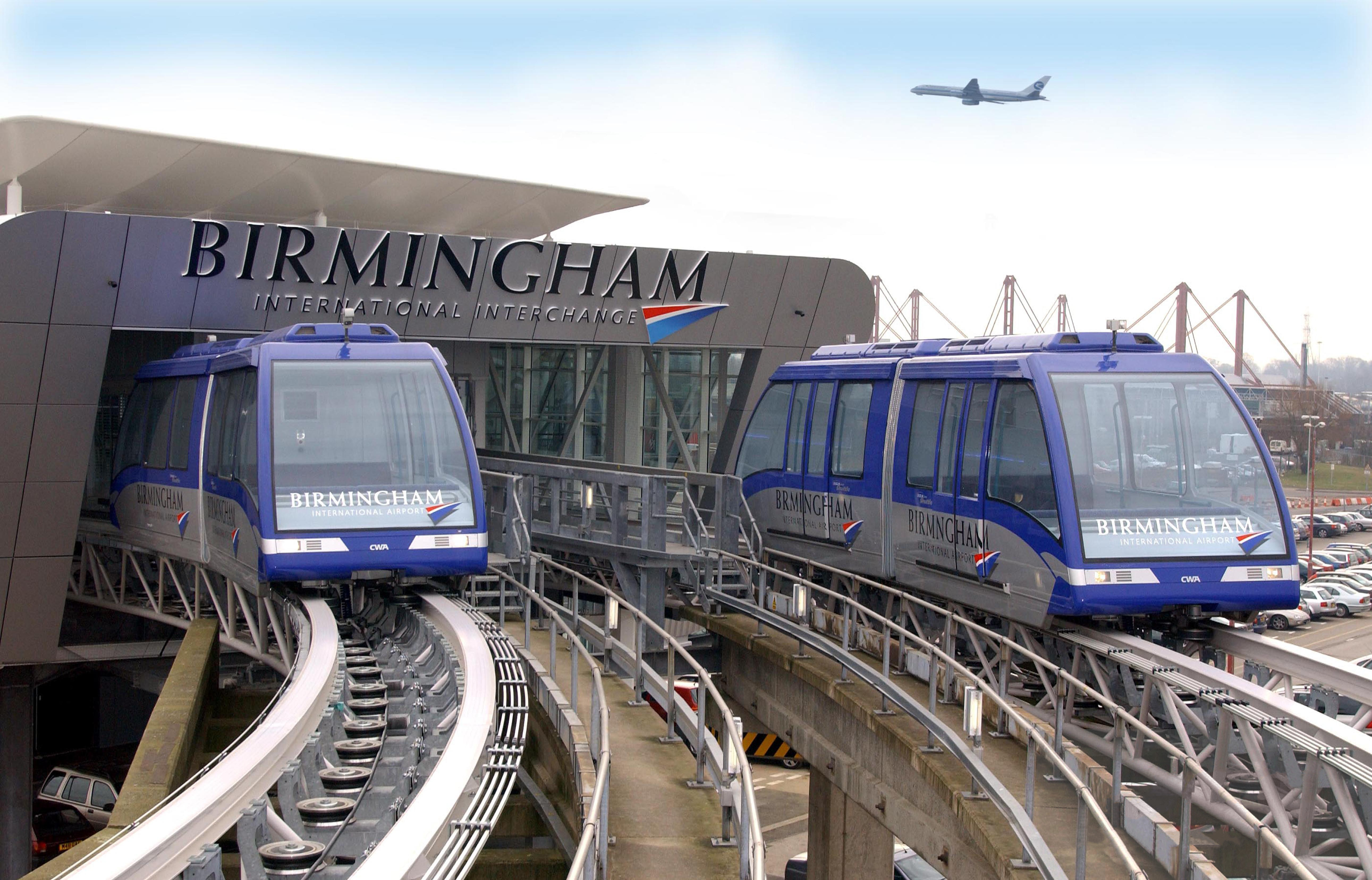
バーミンガム空港のエアレール・リンク

システム構成方法は以下の4つ。 

### シングル・シャトル方式
最も単純な構成で、単線軌道上に1本の列車が往復する。乗客需要や運行頻度が少なくて済む区間に適している。 

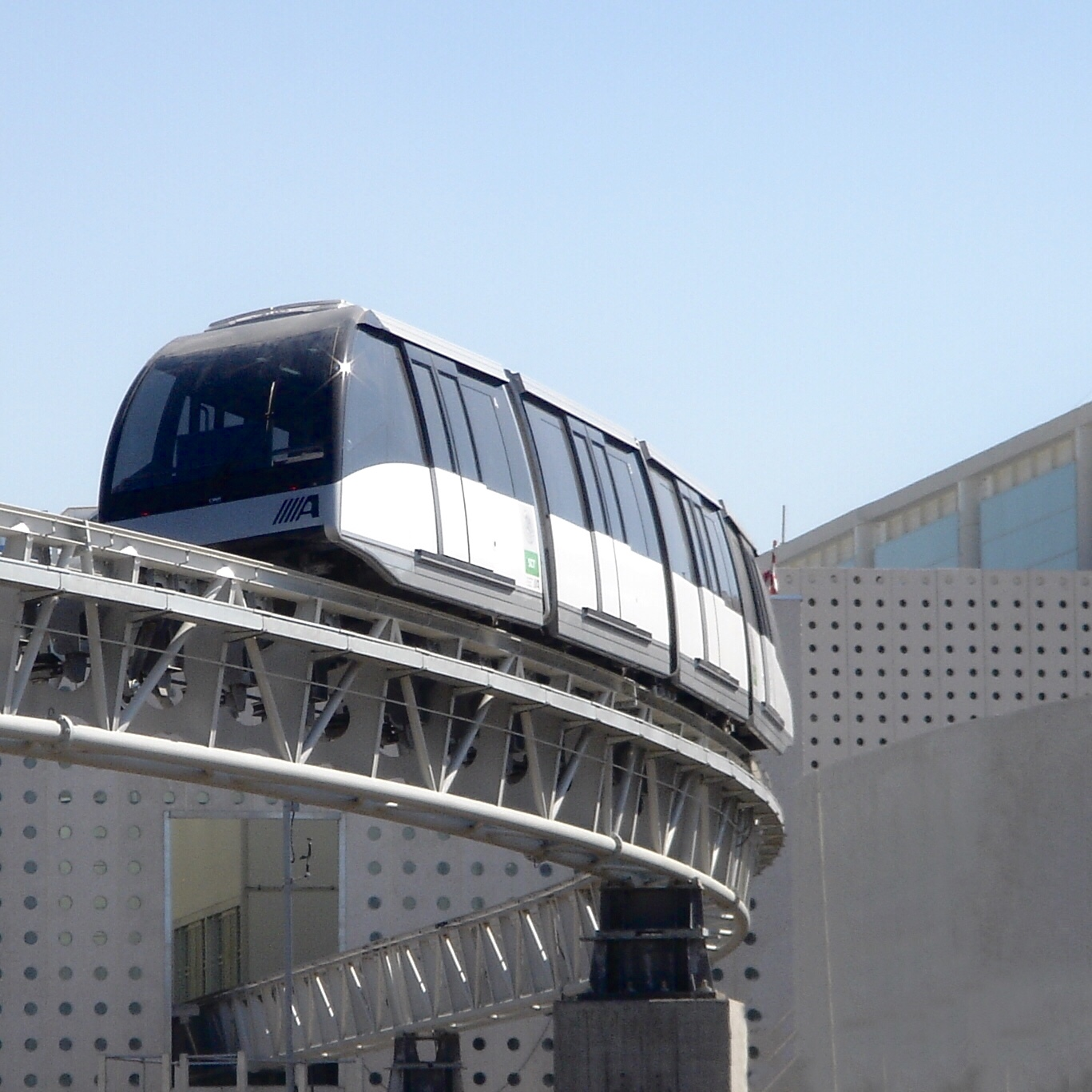
メキシコシティ空港システム

### ダブル・シャトル方式
ダブル・シャトル方式は、最大3kmまでの距離を、高い輸送需要と運行頻度で行う。この方式では、2本の列車が単線並列で運行を行う。 車両の駆動系はそれぞれ独立しており、一方の車両が故障しても、もう一方の車両は運行可能であるため、シングル・シャトル方式より信頼性が高い。 

### シャトル・バイパス方式

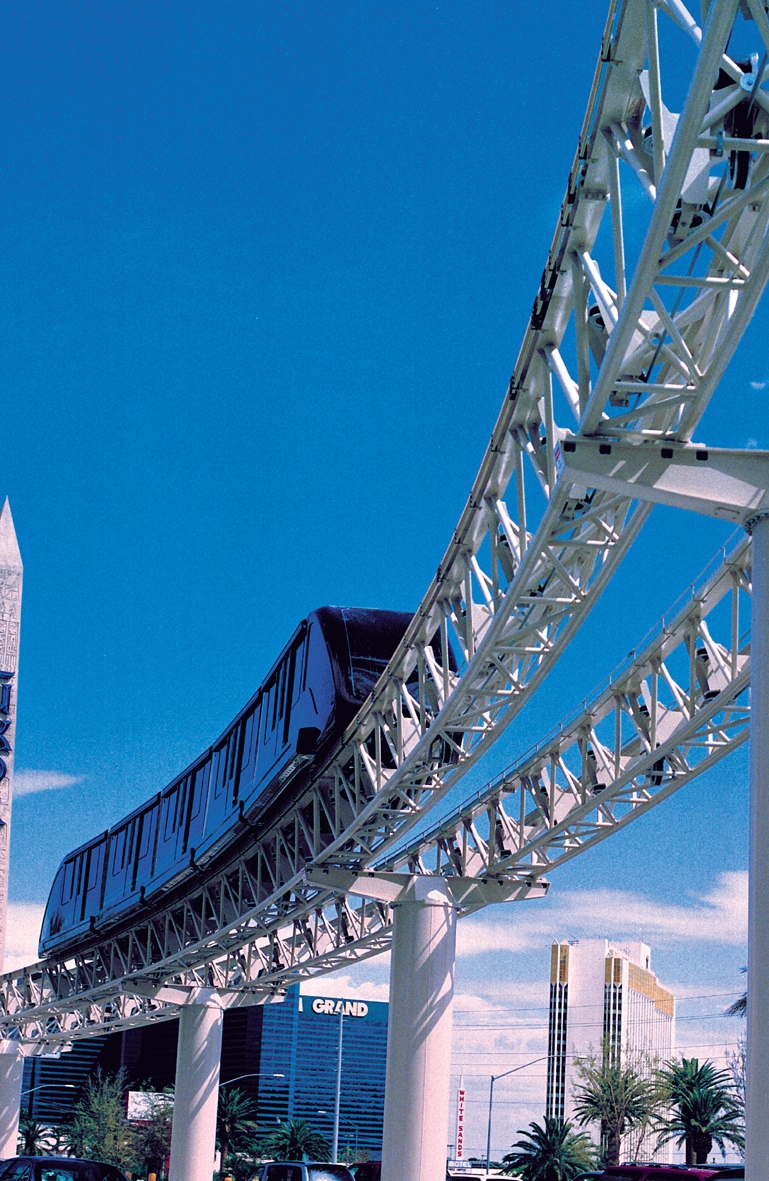
車両の下側

シャトル・バイパス方式は、終端駅は単線であり、中間施設で列車交換を行う。交換施設は、路線のほぼ中央に配置する必要があり、中間駅の一部となることが多い。この方式は、ダブルシャトル方式と同等の輸送容量と頻度を実現可能で、駅の構成、路線長などの要件に応じて、各列車が独自のワイヤーロープを掴むか、両方の列車が同じワイヤーロープを掴むかの選択ができる 。 

### ピンチド・ループ方式
ピンチド・ループ方式は、複線軌道内に多数の列車が循環運転を行う。この方式は、それぞれの駅間にあるワイヤーロープで構成される。全てのワイヤーロープには、それぞれ駆動装置があり、列車は駅でワイヤーロープの掴み変えを行う。 掴み変えは、全列車が駅に停車中の乗客乗降時に行われる。終着駅に設置されたポイントにより、一方の車線から終着駅ホームに入線後、停車中にもう一方の車線に切り替わる。この方式では、駅間距離はほぼ均等にする必要がある。 

## 導入事例

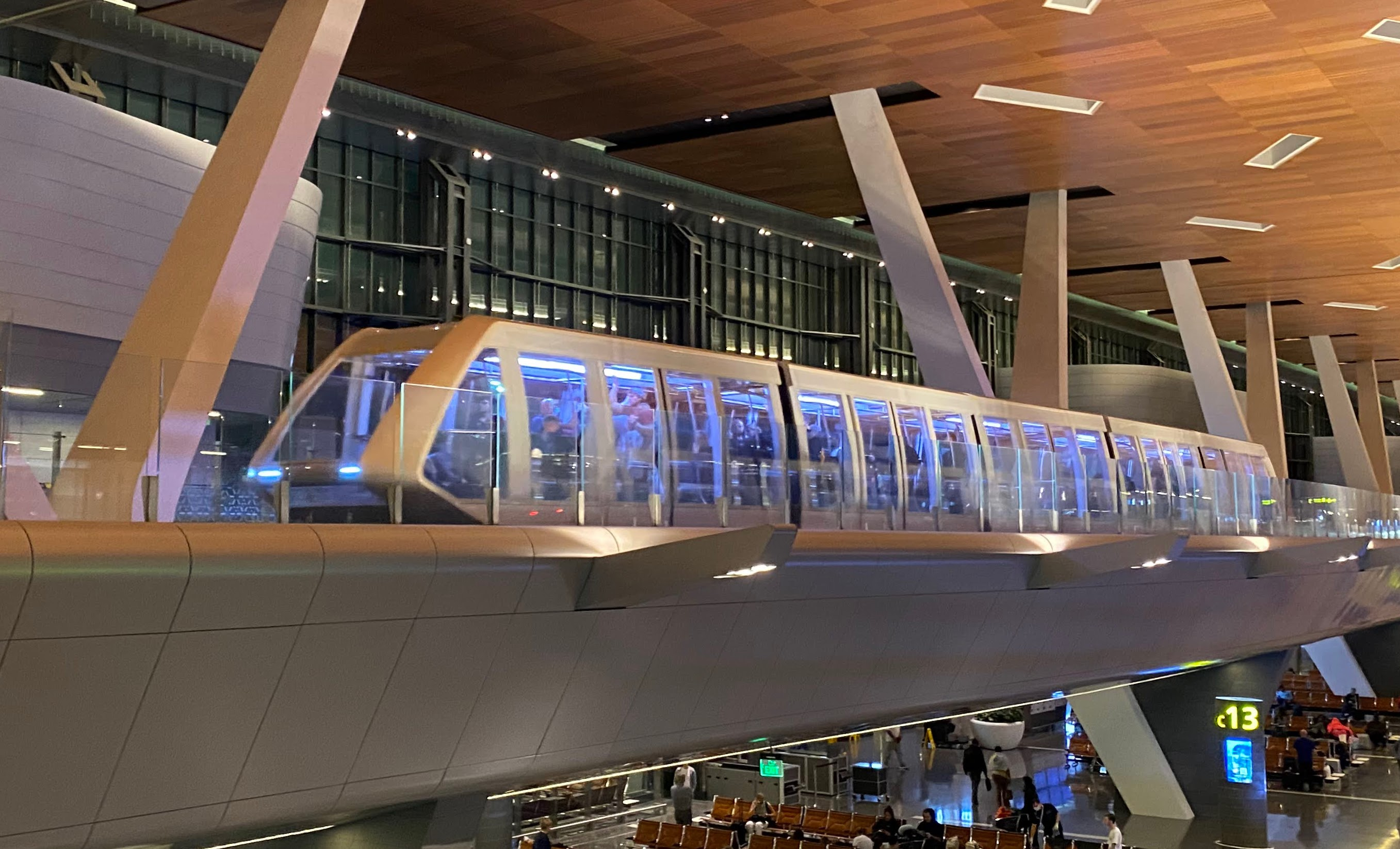
ハマド国際空港シャトル

- マンダレイ・ベイ・トラム（アメリカ合衆国・ラスベガス）
- シティー・センター・トラム（アメリカ合衆国・ラスベガス）
- トロントピアソン国際空港のLINKトレイン（カナダ・トロント）
- バーミンガム空港のエアレール・リンク（イギリス・バーミンガム）
- ヴェネツィア・ピープル・ムーバー（イタリア・ヴェネツィア）
- メキシコ・シティ国際空港のアエロトレン（メキシコ・メキシコシティ）
- カブレトレン・ボリバリアノ（ベネズエラ・カラカス）
- オークランド国際空港のコロシアム - オークランド国際空港線（英語版）（アメリカ合衆国・オークランド） - BARTと接続を行っている。
- シェレメーチエヴォ国際空港 [9]のシェレメーチエヴォ国際ターミナル・トランスファー（ロシア語版）（ロシア・モスクワ）
- ハマド国際空港シャトル（カタール・ドーハ）